# Bedfordshire
Bedfordshire ist eine Grafschaft in England. Bedfordshire grenzt an die Grafschaften Cambridgeshire, Northamptonshire, Buckinghamshire (mit Milton Keynes) und Hertfordshire.
Luton war bis 1997 Teil der Grafschaft, dann wurde es zum eigenständigen Stadtkreis (Unitary Authority). Am 1. April 2009 wurde im Zuge einer Verwaltungsreform der bis damals in Bedford ansässige Grafschaftsrat von Bedfordshire aufgelöst. Seitdem existiert Bedfordshire lediglich noch als zeremonielle Grafschaft mit den administrativ selbständigen Unitary Authoritys Luton, Central Bedfordshire und Bedford. Die ehemaligen Districts Mid Bedfordshire und South Bedfordshire wurden zur neuen UA Central Bedfordshire vereinigt und Bedford von einem District zu einer UA erhoben.

## Orte
- Aldworth, Ampthill, Aspley Guise
- Barton-le-Clay, Bedford, Biggleswade
- Carlton, Cranfield
- Dunstable
- Felmersham, Flitwick
- Great Barford
- Harrold
- Kempston
- Leighton Buzzard
- Northill
- Old Warden
- Sandy, Sharnbrook, Shefford, Silsoe, Stewartby, Studham
- Thurleigh

- Wixams, Woburn

## Sehenswürdigkeiten
- Chicksands
- Dunstable Downs
- Elstow Moot Hall
- Houghton House, Herrenhaus nahe Ampthill
- Leighton Buzzard Light Railway
- Luton Hoo
- Shuttleworth Collection
- Stevington Windmill
- Stewartby Lake
- Warden Abbey
- Whipsnade Wildlife Park
- Willington Dovecote and Stables, Teil des National Trust
- Woburn Abbey
- Woburn Wildlife Park
- Wrest Park, Herrenhaus in Silsoe